# Jürgen Gebhardt
Jürgen Gebhardt (* 16. April 1961) ist ein deutscher Badmintonspieler. 

## Karriere
Jürgen Gebhardt wurde 1985 und 1986 deutsche Mannschaftsmeister mit dem TV Mainz-Zahlbach. In den Einzeldisziplinen erreichte er 1987 mit Silber im Herreneinzel seine beste Platzierung.

## Sportliche Erfolge
| Saison    | Veranstaltung                         | Disziplin    | Platz | Name |
| --------- | ------------------------------------- | ------------ | ----- | --- |
| 1973/1974 | Deutsche Einzelmeisterschaft U14      | Herrendoppel | 2     | Jürgen Ochmann / Jürgen Gebhardt (TV Korbach / TG Worms)                                                                        |
| 1974/1975 | Deutsche Einzelmeisterschaft U14      | Herrendoppel | 2     | Thomas Künstler / Jürgen Gebhardt (TuS Wiebelskirchen)                                                                          |
| 1976/1977 | Deutsche Mannschaftsmeisterschaft U18 | Mannschaft   | 2     | TV Mainz-Zahlbach (Thomas Künstler, Jürgen Gebhardt, W. Bierbaum, H. Gebhardt, B. Deusser)                                      |
| 1976/1977 | Deutsche Einzelmeisterschaft U18      | Herreneinzel | 2     | Jürgen Gebhardt (TV Mainz-Zahlbach)                                                                                             |
| 1978/1979 | Deutsche Einzelmeisterschaft U18      | Herrendoppel | 2     | Thomas Künstler / Jürgen Gebhardt (TV Mainz-Zahlbach)                                                                           |
| 1979/1980 | Deutsche Einzelmeisterschaft U22      | Mixed        | 2     | Jürgen Gebhardt (TV Mainz-Zahlbach) / Kirsten Schmieder (TB Rheinhausen)                                                        |
| 1980/1981 | Deutsche Einzelmeisterschaft U22      | Herrendoppel | 1     | Jürgen Gebhardt / Stefan Frey (TV Mainz-Zahlbach)                                                                               |
| 1981/1982 | Deutsche Einzelmeisterschaft U22      | Herreneinzel | 2     | Jürgen Gebhardt (TV Mainz-Zahlbach)                                                                                             |
| 1982/1983 | Deutsche Einzelmeisterschaft U22      | Herreneinzel | 2     | Jürgen Gebhardt (TV Mainz-Zahlbach)                                                                                             |
| 1982/1983 | Deutsche Mannschaftsmeisterschaft     | Mannschaft   | 2     | TV Mainz-Zahlbach (Thomas Künstler, Stefan Frey, Jürgen Gebhardt, Mathias Klein, Mechtild Hagemann, Gabi Simon, H. Gebhardt)    |
| 1982/1983 | Deutsche Einzelmeisterschaft U22      | Herrendoppel | 1     | Thomas Künstler / Jürgen Gebhardt (TV Mainz-Zahlbach)                                                                           |
| 1983/1984 | Deutsche Mannschaftsmeisterschaft     | Mannschaft   | 2     | TV Mainz-Zahlbach (Thomas Künstler, Stefan Frey, Jürgen Gebhardt, Mathias Klein, Olaf Rosenow, Mechtild Hagemann, Gabi Simon)   |
| 1983/1984 | Deutsche Hochschulmeisterschaften     | Herreneinzel | 1     | Jürgen Gebhardt (Uni Mainz) |
| 1983/1984 | Deutsche Hochschulmeisterschaften     | Herrendoppel | 1     | Jürgen Gebhardt / Thomas Künstler (Uni Mainz)                                                                                   |
| 1984/1985 | Deutsche Hochschulmeisterschaften     | Herreneinzel | 2     | Jürgen Gebhardt (Uni Mainz) |
| 1984/1985 | Deutsche Hochschulmeisterschaften     | Mannschaft   | 2     | Uni Mainz (Jürgen Gebhardt, Thomas Künstler, Priebe, Stücklen, Mechtild Hagemann, Antje Schwarz)                                |
| 1984/1985 | Deutsche Hochschulmeisterschaften     | Herrendoppel | 1     | Jürgen Gebhardt / Thomas Künstler (Uni Mainz)                                                                                   |
| 1984/1985 | Deutsche Einzelmeisterschaft          | Herreneinzel | 3     | Jürgen Gebhardt (TV Mainz-Zahlbach)                                                                                             |
| 1984/1985 | Deutsche Mannschaftsmeisterschaft     | Mannschaft   | 1     | TV Mainz-Zahlbach (Thomas Künstler, Stefan Frey, Jürgen Gebhardt, Mathias Klein, Olaf Rosenow, Mechtild Hagemann, Gabi Simon)   |
| 1985/1986 | Deutsche Hochschulmeisterschaften     | Herreneinzel | 1     | Jürgen Gebhardt (Uni Mainz) |
| 1985/1986 | Deutsche Mannschaftsmeisterschaft     | Mannschaft   | 1     | TV Mainz-Zahlbach (Thomas Künstler, Stefan Frey, Jürgen Gebhardt, Mathias Klein, Mechtild Hagemann, Cathrin Hoppe, H. Gebhardt) |
| 1986/1987 | Deutsche Hochschulmeisterschaften     | Herrendoppel | 1     | Jürgen Gebhardt / Thomas Künstler (Uni Mainz)                                                                                   |
| 1986/1987 | Deutsche Einzelmeisterschaft          | Herreneinzel | 2     | Jürgen Gebhardt (TV Mainz-Zahlbach)                                                                                             |
| 1993/1994 | Deutsche Einzelmeisterschaft O32      | Herrendoppel | 1     | Stefan Frey / Jürgen Gebhardt (TV Mainz-Zahlbach)                                                                               |
| 1994/1995 | Deutsche Einzelmeisterschaft O32      | Herrendoppel | 1     | Stefan Frey / Jürgen Gebhardt (Turnverein 1884 Neckarau / TV Mainz-Zahlbach)                                                    |